# Tereza Horváthová
Tereza Horváthová (* 20. srpna 1973 Praha) je česká nakladatelka, redaktorka, překladatelka, spisovatelka a organizátorka.
Je dcerou divadelního a literárního kritika Sergeje Machonina a překladatelky Drahoslavy Janderové.

## Život
Vystudovala romanistiku na Filozofické fakultě Univerzity Karlovy v Praze, obor francouzský jazyk a literatura. V roce 2000 založila se svým mužem Jurajem Horváthem nakladatelství knih pro děti Baobab. Publikovala v časopisech Baoplán, Souvislosti, Babylon a Revolver Revue. V roce 2011 vymyslela a zorganizovala první ročník mezinárodního festivalu malých kvalitních nakladatelů Tabook, do roku 2021 se uskutečnilo deset ročníků.
Kromě práce v nakladatelství píše knihy pro děti, prózu i poezii, nárazově také překládá a píše filmové scénáře. Podle knihy Modrý tygr, oceněné Zlatou stuhou pro rok 2005, vznikl později také stejnojmenný film v režii Petra Oukropce.
Žije v Táboře, kde se svým mužem vychovává osm dětí. Iniciuje neziskové kulturní akce a věnuje se mírnému politicko-kulturnímu aktivismu. Angažuje se v táborském politickém sdružení JiNAK!.

## Knihy
- 2005 Modrý tygr
- 2006 Kočička z kávové pěny
- 2009 Max a Saša aneb zápisky z našeho domu
- 2010 Stromovka
- 2014 Valouškova zvířátka
- 2014 Rybička
- 2020 Sydney (My dva z B.)

## Ocenění
Za knihu Modrý tygr obdržela cenu Zlatá stuha pro rok 2005. V letech 2015 a 2019 byla nominována na cenu Zlatá stuha za knihy Rybička a Prázdniny s Oskarem. Tereza Horváthová je rytířkou francouzského Řádu umění a literatury.